# Double-Crush-Syndrom
Das Double crush-Syndrom beschreibt die Schädigung einer Nervenbahn durch mechanische Beeinträchtigung an mehr als einer Stelle.

## Geschichte
Bereits 1979 veröffentlichten die beiden Mediziner Upton und McComas ihre Theorie, nachdem eine Nervenläsion den Nerven im weiteren Verlauf für Schädigungen oder Beeinträchtigungen anfälliger mache. In ihren Untersuchungen an Patienten mit Karpaltunnelsyndrom fanden sich häufig auch Schädigungen im Bereich der Nervenwurzel und somit im Nervenverlauf vor dem Karpaltunnel gelegen. Daher der Name „double crush“, sinngemäß übersetzt mit „doppelte Engstelle“.

## Pathophysiologie
Der Mechanismus dieses Syndroms ist bislang unklar. Obwohl das Syndrom mittlerweile als gesichert gilt, gibt es nur Vermutungen über den Wirkmechanismus. Möglicherweise könnten eine Schwellung oder mechanische Entzündungsreize für die Empfindlichkeit des Nerven gegenüber weiteren mechanischen Engstellen ursächlich sein.

## Problematik
In der Neurochirurgie stellt dieses Syndrom ein Problem dar. Das Ergebnis einer operativen Erweiterung bei einem Karpaltunnelsyndrom ist deutlich schlechter, wenn oberhalb des Karpaltunnels eine eigentlich ursächliche weitere Engstelle liegt. Daher wäre eine operative Korrektur auch der oberen Engstelle notwendig, um ein gutes Ergebnis zu erzielen.